# Терьоменко Дмитро Васильович
Дмитро Васильович Терьоменко (іноді Теременко; нар. 1 лютого 1987, Куп'янськ) — український волейболіст, центровий, гравець збірної України та французького клубу «Тур ВБ». Зріст 1,99 м.

## Клуби
| Країна  | Клуб                   | З         | До        |
| ------- | ---------------------- | --------- | --------- |
| Україна | В. К. Локомотив Харків | 2006-2007 | 2015-2016 |
| Росія   | В. К. Білгород         | 2016-2017 | 2016-2017 |
| Польща  | Чарні Радом            | 2017-2018 | 2017-2018 |
| Франція | Tours Volley-Ball      | 2018-2019 | 2019-2020 |
| Польща  | Індикполь АЗС Ольштин  | 2020-2021 | 2020-2021 |
| Франція | Tours Volley-Ball      | 2021-2022 | 2022-2023 |
| Україна | «Прометей» (Дніпро)    | 2023-2024 | , , ,     |

## Основні досягнення

### Клубні
Україна 
- Чемпіон  України (9): 2006/2007, 2008/2009, 2009/2010, 2010/2011, 2011/2012, 2012/2013 , 2013/2014, 2014/2015, 2015/2016.
- Срібний призер  Чемпіонату України (1): 2007/2008.
- Переможець Кубка України (10): 2006/2007, 2007/2008,2008/2009, 2009/2010, 2010/2011, 2011/2012, 2012/2013 , 2013/2014, 2014/2015, 2015/2016.
- Фіналіст Кубка України 2024.

Франція
- Чемпіон Франції(2): 2018/2019, 2022/2023.
- Срібний призер Чемпіон Франції (1): 2021/2022.
- Переможець Кубку Франції (2): 2018/2019, 2022/2023.
- Фіналіст Кубка Франції (2): 2019/2020, 2021/2022.

- Фіналіст Кубка ЄКВ (1): 2021/2022.

### У збірній
- Срібний призер Літньої універсіади: 2015.
- Срібний призер Євроліги: 2023.
- Бронзовий призер Кубка Претендентів: 2023.

### Індивідуальні
- Найкращий центральний блокуючи  Чемпіонату України 2015/2016.
- MVP  Чемпіонату України 2015/2016.
- Найкращий центральний блокуючи  Ліги А 2018/2019.
- Найкращий подаваючий Ліги А 2018/2019.
- Найкращий центральний блокуючи  Ліги А 2019/2020.

## Галерея

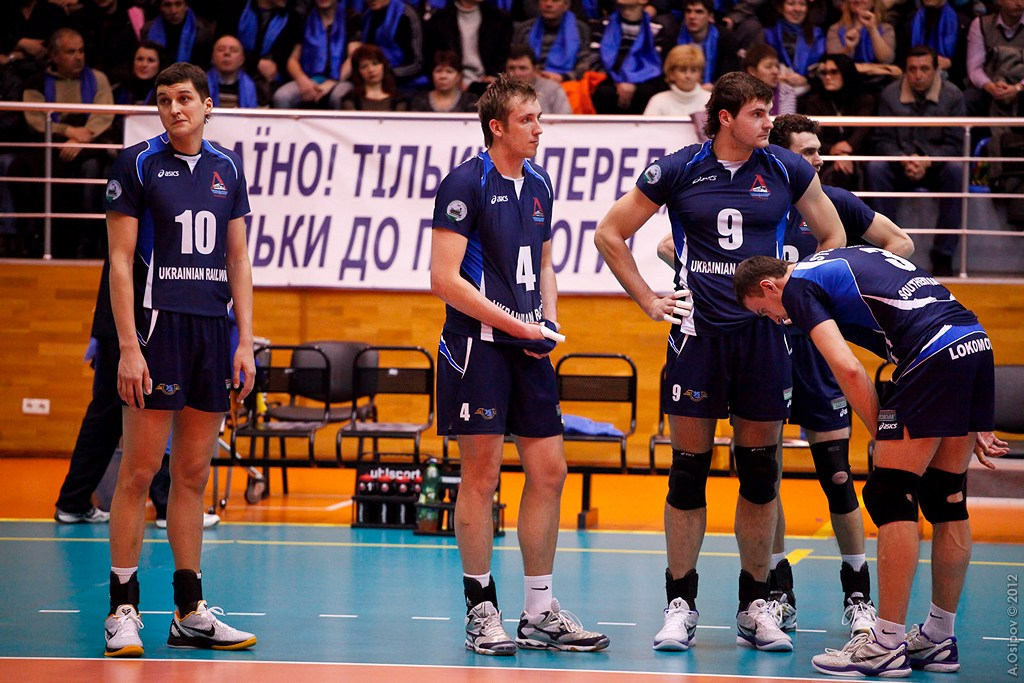
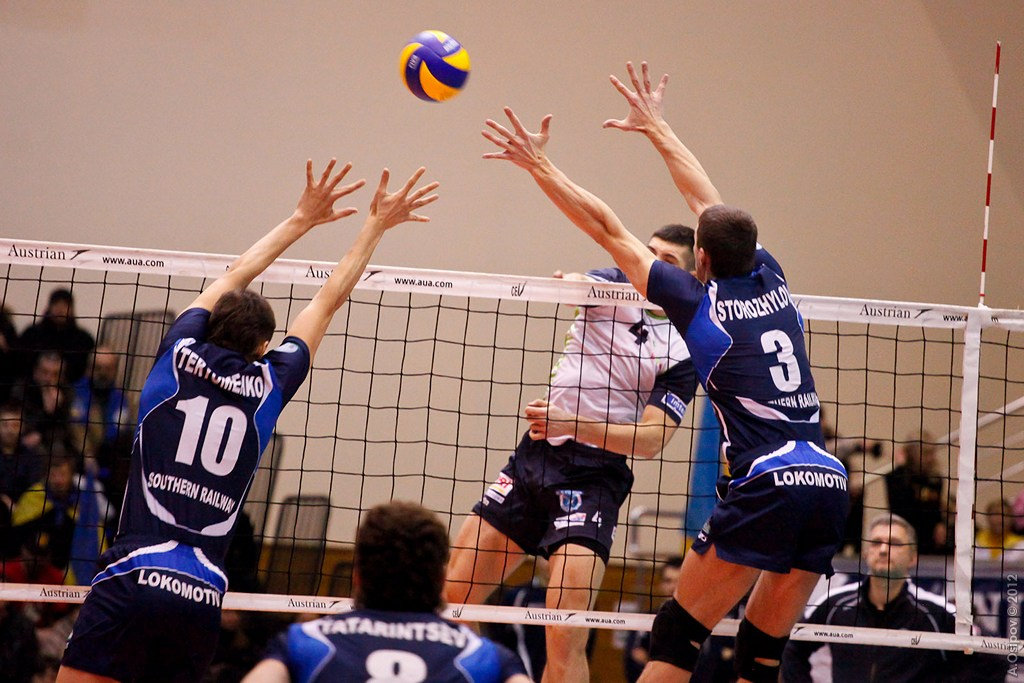